# ألبرتو ساينز
ألبرتو ساينز (بالإسبانية: Alberto Sainz)‏ مواليد 13 ديسمبر 1937 في بوينس آيرس، هو لاعب كرة قدم أرجنتيني سابق كان يلعب كمدافع. سبق له أن لعب في كأس العالم لكرة القدم مع منتخب بلاده.

## المسيرة الاحترافية

### أندية لعب لها
- أرجنتينوس جونيورز
- ريفر بليت

## روابط خارجية
- ألبرتو ساينز على موقع الاتحاد الدولي (مؤرشف)  (الإنجليزية)
- ألبرتو ساينز على موقع قاعدة بيانات كرة القدم.إي يو (الإنجليزية)
- ألبرتو ساينز على موقع ناشيونال فوتبول تيمز (الإنجليزية)
- ألبرتو ساينز على موقع Soccerway.com (الإنجليزية)
- ألبرتو ساينز على موقع عالم كرة القدم.نت (الإنجليزية)